# Themus kingsiensis
Themus kingsiensis es una especie de coleóptero de la familia Cantharidae.

## Distribución geográfica
Habita en (China).